# Богданівка (Покровський район)
Богдані́вка — село Покровської міської громади Покровського району Донецької області, в Україні. У селі мешкає 26 людей.

## Загальні відомості
Відстань до райцентру становить близько 35 км і проходить автошляхом Т 0515. Землі Богданівки межують із територією села Олексіївка Волноваському району Донецької області.

## Населення
За даними перепису 2001 року населення села становило 26 осіб, із них 88,46 % зазначили рідною мову українську та 11,54 % — російську.